# スカッシュ選手一覧
スカッシュ選手一覧では、地域別のスカッシュ選手の一覧について記述する。

## 日本

### 男子
- 佐野公彦
- 西尾竹英
- 渡辺祥広
- 福井裕太
- 机龍之介

### 女子
- 西尾麻美
- 西橋祐理子
- 松井千夏
- 緑川あかり
- 渡邉聡美

## パキスタン
- ジャハーンギール・カーン

## マレーシア
- ニコル・デーヴィッド